# Stelis hirtella
Stelis hirtella là một loài thực vật có hoa trong họ Lan. Loài này được (Garay) Luer miêu tả khoa học đầu tiên năm 1981.